# リガーゼ
リガーゼ（ligase）または合成酵素とはEC番号6群に属する酵素であり、ATPなど高エネルギー化合物の加水分解に共役して触媒作用を発現する特徴を持つ。英語の発音に従ってライゲースと表記される場合もある。リガーゼは別名としてシンテターゼ（シンセテース）と呼ばれる。日本語ではリガーゼを指して合成酵素と呼ぶことがあるが、合成酵素といった場合はEC6群のシンテターゼの他にEC4群のシンターゼを含むので留意が必要である。シンテターゼはATPなどの高エネルギー化合物分解と共役しているのに対して、シンターゼ(シンセース)はリアーゼ（ライエース）の一種であり高エネルギー化合物分解の共役は不要である。

## 概要
リガーゼには生合成経路上で重要な酵素が多く、代表的な酵素としては
- 各種アミノアシルtRNAシンテターゼ - ペプチド合成系
- アシルコエンザイムAシンテターゼ - 脂肪酸合成系
- アスパラギンシンテターゼ、グルタミンシンテターゼ - アミノ酸合成系

などが挙げられる。
リガーゼの基質となる高エネルギー化合物はATPがほとんどであるが、GTPやNADなどもある。リガーゼはこれらの高エネルギー化合物と他の基質とがアデニル化，リン酸化，またはピロリン酸化された活性中間体を経由するとともに、加水分解により発生する自由エネルギー変化を駆動力にして触媒反応が生成側に進行する。

## シンテターゼ
リガーゼの常用命名法によりシンテターゼの語尾を持つ酵素が多い。すなわち、化合物XとYとをATP加水分解に共役して結合させる酵素は系統名ではX:Yリガーゼと命名されるが、常用名ではX-Yシンテターゼと命名される。例えばアシルコエンザイムAシンテターゼは脂肪酸〈アシル基〉とコエンザイムAとをATP分解のエネルギーを利用して合成する酵素である。

## 一覧

### EC6.1.-(炭素-酸素結合を形成するもの)

#### EC6.1.1.-(アミノアシル-tRNAおよび関連化合物を生成するリガーゼ)
- EC 6.1.1.1 チロシンtRNAリガーゼ
- EC 6.1.1.2 トリプトファンtRNAリガーゼ
- EC 6.1.1.3 トレオニンtRNAリガーゼ
- EC 6.1.1.4 ロイシンtRNAリガーゼ
- EC 6.1.1.5 イソロイシンtRNAリガーゼ
- EC 6.1.1.6 リシンtRNAリガーゼ
- EC 6.1.1.7 アラニンtRNAリガーゼ
- EC 6.1.1.8 欠番 → 削除
- EC 6.1.1.9 バリンtRNAリガーゼ
- EC 6.1.1.10 メチオニンtRNAリガーゼ
- EC 6.1.1.11 セリンtRNAリガーゼ
- EC 6.1.1.12 アスパラギン酸tRNAリガーゼ
- EC 6.1.1.13 D-アラニン-ポリ(ホスホリビトール)リガーゼ
- EC 6.1.1.14 グリシンtRNAリガーゼ
- EC 6.1.1.15 プロリンtRNAリガーゼ
- EC 6.1.1.16 システインtRNAリガーゼ
- EC 6.1.1.17 グルタミン酸tRNAリガーゼ
- EC 6.1.1.18 グルタミンtRNAリガーゼ
- EC 6.1.1.19 アルギニンtRNAリガーゼ
- EC 6.1.1.20 フェニルアラニンtRNAリガーゼ
- EC 6.1.1.21 ヒスチジンtRNAリガーゼ
- EC 6.1.1.22 アスパラギンtRNAリガーゼ
- EC 6.1.1.23 アスパラギン酸tRNAAsnリガーゼ
- EC 6.1.1.24 グルタミン酸tRNAGlnリガーゼ
- EC 6.1.1.25 リシンtRNAPylリガーゼ

#### EC6.1.2.-(酸-アルコールリガーゼ（エステルシンターゼ）)
- EC 6.1.2.1 D-アラニン-(R)-乳酸リガーゼ

### EC6.2.-(炭素-硫黄結合を形成するもの)

#### EC6.2.1.-(酸-チオールリガーゼ)
- EC 6.2.1.1 アセチルCoAシンテターゼ
- EC 6.2.1.2 酪酸—CoAリガーゼ
- EC 6.2.1.3 アシルCoAシンテターゼ
- EC 6.2.1.4 スクニシルCoAシンテターゼ
- EC 6.2.1.5 コハク酸CoAリガーゼ (ADP生成)
- EC 6.2.1.6 グルタル酸CoAリガーゼ
- EC 6.2.1.7 コール酸CoAリガーゼ
- EC 6.2.1.8 シュウ酸CoAリガーゼ
- EC 6.2.1.9 マレイン酸CoAリガーゼ
- EC 6.2.1.10 アシル酸CoAリガーゼ (GDP形成)
- EC 6.2.1.11 ビオチンCoAリガーゼ
- EC 6.2.1.12 4-クマル酸CoAリガーゼ
- EC 6.2.1.13 酢酸CoAリガーゼ (ADP生成)
- EC 6.2.1.14 6-カルボキシヘキサン酸CoAリガーゼ
- EC 6.2.1.15 アラキドン酸CoAリガーゼ
- EC 6.2.1.16 アセト酢酸CoAリガーゼ
- EC 6.2.1.17 プロピオン酸CoAリガーゼ
- EC 6.2.1.18 クエン酸CoAリガーゼ
- EC 6.2.1.19 長鎖脂肪酸—ルシフェリン成分リガーゼ
- EC 6.2.1.20 長鎖脂肪酸—アシル輸送タンパク質リガーゼ
- EC 6.2.1.21 欠番 → EC 6.2.1.30
- EC 6.2.1.22 クエン酸 (pro-3S)-リシンリガーゼ
- EC 6.2.1.23 ジカルボン酸CoAリガーゼ
- EC 6.2.1.24 フィタン酸CoAリガーゼ
- EC 6.2.1.25 安息香酸CoAリガーゼ
- EC 6.2.1.26 o-スクシニル安息香酸CoAリガーゼ
- EC 6.2.1.27 4-ヒドロキシ安息香酸CoAリガーゼ
- EC 6.2.1.28 3α,7α-ジヒドロキシ-5β-コレスタン酸CoAリガーゼ
- EC 6.2.1.29 欠番 → EC 6.2.1.7
- EC 6.2.1.30 フェニル酢酸CoAリガーゼ
- EC 6.2.1.31 2-フロ酸CoAリガーゼ
- EC 6.2.1.32 アントラニル酸CoAリガーゼ
- EC 6.2.1.33 4-クロロ安息香酸CoAリガーゼ
- EC 6.2.1.34 trans-フェルロイルCoAシンターゼ

### EC6.3.-(炭素-窒素結合を形成するもの)

#### EC6.3.1.-(酸-アンモニア（またはアミン）リガーゼ（アミドシンターゼ）)
- EC 6.3.1.1 アスパラギンシンテターゼ（アスパラギン酸アンモニアリガーゼ）
- EC 6.3.1.2 グルタミンシンテターゼ（グルタミン酸アンモニアリガーゼ）
- EC 6.3.1.3 欠番 → EC 6.3.4.13
- EC 6.3.1.4 アスパラギン酸-アンモニアリガーゼ (ADP生成)
- EC 6.3.1.5 NAD+合成酵素
- EC 6.3.1.6 グルタミン酸—エチルアミンリガーゼ
- EC 6.3.1.7 4-メチレングルタミン酸—アンモニアリガーゼ
- EC 6.3.1.8 グルタチオニルスペルミジン合成酵素
- EC 6.3.1.9 トリパノチオン合成酵素
- EC 6.3.1.10 アデノシルコバラミンリン酸合成酵素
- EC 6.3.1.11 グルタミン酸—プトレシンリガーゼ
- EC 6.3.1.12 D-アスパラギン酸リガーゼ

#### EC6.3.2.-(酸-D-アミノ酸リガーゼ（ペプチドシンターゼ）)
- EC 6.3.2.1 パントテン酸—β-アラニンリガーゼ
- EC 6.3.2.2 グルタミン酸—システインリガーゼ
- EC 6.3.2.3 グルタチオン合成酵素
- EC 6.3.2.4 D-アラニン—D-アラニンリガーゼ
- EC 6.3.2.5 ホスホパントテノイルシステインシンテターゼ
- EC 6.3.2.6 ホスホリボシルアミノイミダゾールコハク酸アミド合成酵素
- EC 6.3.2.7 UDP-N-アセチルムラミン酸-L-アラニン-D-グルタミン酸—L-リジンリガーゼ
- EC 6.3.2.8 UDP-N-アセチルムラミン酸—L-アラニンリガーゼ
- EC 6.3.2.9 UDP-N-アセチルムラミン酸アラニン—D-グルタミン酸リガーゼ
- EC 6.3.2.10 UDP-N-アセチルムラミン酸アラニン-トリペプチド—D-アラニン-D-アラニンリガーゼ
- EC 6.3.2.11 カルノシン合成酵素
- EC 6.3.2.12 ジヒドロ葉酸合成酵素
- EC 6.3.2.13 UDP-N-アセチルムラミン酸アラニン-D-グルタミン酸—2,6-ジアミノピメリン酸リガーゼ
- EC 6.3.2.14 2,3-ジヒドロキシ安息香酸—セリンリガーゼ
- EC 6.3.2.15 欠番 → EC 6.3.2.10
- EC 6.3.2.16 D-アラニン—アラニン-ポリグリセロリン酸リガーゼ
- EC 6.3.2.17 テトラヒドロ葉酸合成酵素
- EC 6.3.2.18 γ-クルタミンヒスタミン合成酵素
- EC 6.3.2.19 ユビキチンタンパク質リガーゼ
- EC 6.3.2.20 インドール酢酸—リジン合成酵素
- EC 6.3.2.21 ユビキチン—カルモジュリンリガーゼ
- EC 6.3.2.22 ジフチン—アンモニアリガーゼ
- EC 6.3.2.23 ホモグルタチオン合成酵素
- EC 6.3.2.24 チロシンアルギニンリガーゼ
- EC 6.3.2.25 チューブリン—チロシンリガーゼ
- EC 6.3.2.26 N-(5-アミノ-5-カルボキシペンタン酸)-L-システイン-D-バリン合成酵素
- EC 6.3.2.27 アエロバクチン合成酵素
- EC 6.3.2.28 L-アミノ酸αリガーゼ

#### EC6.3.3.-(シクロリガーゼ)
- EC 6.3.3.1 ホスホリボシルホルミルグリシンアミジンシクロリガーゼ
- EC 6.3.3.2 5-ホルミルテトラヒドロ葉酸シクロリガーゼ
- EC 6.3.3.3 デチオビオチン合成酵素
- EC 6.3.3.4 カルボキシエチルアルギニンβ-ラクタム合成酵素

#### EC6.3.4.-(その他の炭素-窒素リガーゼ)
- EC 6.3.4.1 欠番 → EC 6.3.5.2に統合
- EC 6.3.4.2 CTP合成酵素
- EC 6.3.4.3 ギ酸—テトラヒドロ葉酸リガーゼ
- EC 6.3.4.4 アデノシンコハク酸合成酵素
- EC 6.3.4.5 アルギノコハク酸シンターゼ
- EC 6.3.4.6 尿素カルボキシラーゼ
- EC 6.3.4.7 リボース-5-リン酸—アンモニアリガーゼ
- EC 6.3.4.8 イミダゾ酢酸—ホスホリボシル二リン酸リガーゼ
- EC 6.3.4.9 ビオチン—メチルマロン酸CoA-炭酸転位酵素 リガーゼ
- EC 6.3.4.10 ビオチン—プロピオン酸CoA-カルボキシラーゼ リガーゼ (ATP-加水分解)
- EC 6.3.4.11 ビオチン—メチルクロトン酸CoAカルボキシラーゼ リガーゼ
- EC 6.3.4.12 グルタミン酸—メチルアミンリガーゼ
- EC 6.3.4.13 ホスホリボシルアミン—グリシンリガーゼ
- EC 6.3.4.14 ビオチンカルボキシラーゼ
- EC 6.3.4.15 ビオチン—アセチルCoAカルボキシラーゼ リガーゼ
- EC 6.3.4.16 カルバモイルリン酸シンターゼ
- EC 6.3.4.17 ギ酸—ジヒドロ葉酸リガーゼ
- EC 6.3.4.18 5-(カルボキシアミノ)イミダゾールリボヌクレオチド合成酵素

#### EC6.3.5.-(グルタミンがアミド-N-供与体となる炭素-窒素リガーゼ)
- EC 6.3.5.1 NADシンテターゼ
- EC 6.3.5.2 GMPシンターゼ (グルタミン加水分解)
- EC 6.3.5.3 ホスホリボシルホルミルグリシンアミジン合成酵素
- EC 6.3.5.4 アスパラギン合成酵素 (グルタミン加水分解)
- EC 6.3.5.5 カルバミン酸リン酸合成酵素 (グルタミン加水分解)
- EC 6.3.5.6 アスパラギン酸tRNA合成酵素 (グルタミン加水分解)
- EC 6.3.5.7 グルタミン酸tRNA合成酵素 (グルタミン加水分解)
- EC 6.3.5.8 欠番 → EC 2.6.1.85
- EC 6.3.5.9 ヒドロゲノビリニック酸-a,c-ジアミドシンターゼ(グルタミン加水分解)
- EC 6.3.5.10 アデノシンコブリック酸合成酵素 (グルタミン加水分解)

### EC6.4.-(炭素-炭素結合を形成するもの)
- EC 6.4.1.1 ピルビン酸カルボキシラーゼ
- EC 6.4.1.2 アセチルCoAカルボキシラーゼ
- EC 6.4.1.3 プロピオニルCoAカルボキシラーゼ
- EC 6.4.1.4 メチルクロトン酸CoAカルボキシラーゼ
- EC 6.4.1.5 ゲラノイルCoAカルボキシラーゼ
- EC 6.4.1.6 アセトンカルボキシラーゼ
- EC 6.4.1.7 2-オキソグルタル酸カルボキシラーゼ

### EC6.5.-(リン酸エステル結合を形成するもの)
- EC 6.5.1.1 DNAリガーゼ
- EC 6.5.1.2 DNAリガーゼ
- EC 6.5.1.3 RNAリガーゼ
- EC 6.5.1.4 RNA-3'-リン酸シクラーゼ

### EC6.6.-(窒素-金属結合を形成するもの)

#### EC6.6.1(錯体を形成するもの)
- EC 6.6.1.1 マグネシウムキラターゼ
- EC 6.6.1.2 コバルトキラターゼ